# 丸一斉藤商店
株式会社まるいちは、 北海道札幌市中央区南1条西3丁目1番地にてファッションビル「丸一ビルヂング　ラ・ガレリア」を所有・運営する会社である。かつては「株式会社丸一斎藤商店」として、北海道札幌市中央区南1条西2-15に本社を置き、医薬品一般用医薬品の卸売を行う会社であったが、1991年に6社合併にて設立された株式会社バレオ(後の株式会社ほくやく)に卸売業を譲渡した。東邦薬品の「株式会社葦の会」の一社であった。

## 概要
- 代表取締役社長　斉藤友子

## 概要(創業時)
- 代表取締役社長　斉藤国太郎
- 資本金　200万円

## 営業所(丸一斉藤商店時代)
- 卸営業部・北海道札幌市中央区北2条西12-2
- 丸一斉藤薬局・北海道札幌市中央区南1条西2（丸一ビル）
- 函館出張所・北海道函館市宮前町9-4

## 備考
- 「丸一斉藤薬輔」は、「一の秋野」「一の山形」と並ぶ札幌3大薬輔といわれていた。その旭川店は、「モロオ」創業店舗である。
- 昭和初期の北海道全域で大型店は、「一の山形」「丸一斉藤」「関谷大学堂」「一の秋野」の順であった。

## 昭和6年北海道卸商共和会(有力卸)
(札幌)
- 渡辺政彦、秋山康之進、青柳久平、斉藤弘輔、関谷広吉、山形卯三郎

(小樽)
- 伊藤恒次郎、渡辺正助、谷黒壮平、三ツ野得二、越智祥介、寿原英太郎

(函館)
- 大島寅吉、小林乙五郎、草刈勇次、尾形勝雄、橋場芳三、若佐豊、白崎七左衛門、柴田良雄

## 沿革
- 明治26年4月 北海道石狩国札幌区南1条西4丁目に「丸一救生堂」を開業
- 「丸一救生堂」から「丸一斉藤弘輔」に商号変更
- 昭和25年7月5日「丸一斉藤商店」設立
- 昭和55年「丸一斉藤商店」を「丸一斎藤株式会社」に商号変更し、斎藤元護が社長に就任
- 1991年4月 眞鍋薬品、寿原薬粧、多田薬品、高木薬品、帯広眞鍋薬品と自社の卸部門を譲り渡し株式会社バレオを設立
- のち、本業を、不動産管理と「斎藤薬局」「アートギャラリーさいとう」の運営に特化。隣接していた丸井今井が南1条西3丁目に所有していた土地と交換、1995年に同地にて「丸一ビルヂング　ラ・ガレリア」の竣工後は、1階で「さいとう薬局」、5階で「さいとうギャラリー」を運営。後者は「時計台ギャラリー」「大同ギャラリー」などと並ぶ芸術関係の展示会場として用いられている。

## 主な取引メーカー
- 塩野義製薬株式会社
- 武田薬品工業株式会社
- 山之内製薬株式会社
- 三共株式会社
- 藤沢薬品工業株式会社
- 大日本製薬株式会社
- 扶桑薬品工業株式会社
- マルホ株式会社
- 第一製薬株式会社
- 鳥居薬品株式会社

## 関連企業
- 丸一斉藤商店(小売)